# Południowa piramida w Mazghunie
Południowa piramida w Mazghunie – ruiny piramidy znajdujące się na terenie stanowiska archeologicznego Mazghuna, około 4,8 km na południe od Piramidy Łamanej. Budowla prawdopodobnie pełniła funkcję grobowca faraona Amenemhata IV, w 1910 roku ruiny zostały zbadane przez Ernesta Mackaya.